# Зрителен нерв
Зрителният нерв (на латински: nervus opticus) е съвкупност от нервни влакна, които отвеждат възникналите в ретината нервни импулси до главния мозък. Центърът на ретината, откъдето излиза зрителният нерв няма сетивни клетки и тази област от нея се нарича „сляпо петно“.
Зрителните нерви са втората двойка черепномозъчни нерви. Образувани са от светлочувствителните невроепителни ганглиеви клетки е ретината. Нервът е обхванах от трите мозъчни обвивки с продължението на субдуралното и дубарахноидалното пространство. През foramen opticum (зрителния отвор) nervus opticus навлиза в зрителния канал (canalis opticus) и оттам- в черепната кухина.
В основата на главния мозък, под хипоталамуса, зрителните нерви частично се прекръстосват. Латинското название на прекръстосването е „chiasma opticum“. Заради прекръстосването зрителният образ от вътрешната (медиална) част на ретината се предава в зрителния център на срещуположното мозъчно полукълбо, а образът от външната (латерална) част на ретината — в зрителния център на прилежащото мозъчно полукълбо. Така зрителния образ от всяка страна на полезрението се предава, както следва – левите части в лявото полукълбо, а десните части – в дясното. Образите, проведени като нервни импулси от зрителния нерв, се обработват и разпознават в зрителния център на главния мозък, в тиловата част на кората.